# Classis, antično pristanišče
Classis ali Civitas Classis  je bilo pristanišče 4 km jugovzhodno od Ravene v Italiji. Nastalo je v prvem stoletju pr.n.št. in je bilo zapuščeno proti koncu devetega stoletje n. št.

## Nastanek pristanišča
Ravena je bila zasnovana v drugem stoletju pred n.št. na lagunskem ozemlju vzdolž severnega Jadrana. Po nekaterih podatkih  naj bi mesto ustanovili Severnojadranski Veneti, skupaj z raznimi manjšimi ribiškimi zaselki, med katere se prišteva tudi bodoči Classis. Slednji se je zaradi ugodne lege razvil v trgovsko pristanišče, ki ga moderni zgodovinarji imenujejo kar Ravensko pristanišče, vendar je treba upoštevati, da Ravena, ki se je razvila v rimljansko civitas foederata in nato municipium, ni tega pristanišča zasedla ali vključila v svoja posestva. To se je zgodilo šele leta 27 pr.n.št., ko je cesar Avgust odločil, da se v zavetju lagune ustanovi samostojno vojaško pristanišče imenovano Civitas Classis (= Mesto flote). Do tedaj so maloštevilna rimljanska pristanišča bila le večja ribiška naselja (Portus) ali zbirniki za priobalno trgovino (Ostia), zato je zadostovalo, da so nudila možnost priveza in obzidan, normalno šesterokoten, bazen kot zavetje pred odprtim morjem. Za vojno mornarico pa to ni bilo dovolj, zato je bilo izbrano lagunsko področje, obdano z močvirji in plitvinami, torej težko dosegljivo tako s kopnega kot z morja.
Civitas Classis je bila tako pomembna, da je dal cesar izkopati dva posebna kanala, ki sta jo povezovala tako naravnost z odprtim morjem kot na drugi strani z Raveno, pa tudi novo cesto, via Cesarea, ki je preko Ravene vodila na sever. Pozneje je bil ta kanal podaljšan od Ravene do Ogleja, kar je dovolilo, da se je pomorski promet lahko odvijal v zavetju lagune naravnost od Classisa do Beneške lagune, se pravi za kar 250 km.

## Značilnosti pristanišča
Pristanišču je bilo namenjeno skoraj 1000 hektarjev južno od naselja. Namesto zidanega bazena so bile osnovne instalacije v Civitas Classis zgrajene na kolih. Kakor v Benetkah, so bili koli predvsem iz jelševega lesa, ki je po besedah Vitruvija pod vodo “večno obstojen”. Ko so bili ti postavljeni, so gradnjo nadaljevali z velikimi hrastovimi tramovi. Do 1. stoletja našega štetja so mednje vgrajevali keramične drobce. V 2. stoletju je bilo pristanišče prenovljeno in obdano z opeko.
Ker je bil dostop do sladke vode težaven in v slučaju vojne nemogoč, je dal cesar Trajan zgraditi 35 km dolg akvadukt do Classisa, ki je lahko oskrboval tudi Raveno. 
Po izgradnji pristanišča je število tam živečih vojakov in njihovih družin raslo počasi, a vztrajno. Med Raveno in Classisem je ob Avgustovi cesti nastalo novo predmestje, tudi to imenovano Cesarea, ki je dejansko povezalo Classis in Raveno v isto naselje. V naslednjih tristo letih je postal Classis najpomembnejše rimsko pomorsko oporišče, dom vzhodnosredozemske flote. Zgodovinar iz 3. stoletja Kasij Dion navaja, da je imela flota dvesto petdeset ladij. To je edino poročilo, ki je preživelo do danes in samo zato, ker ga je citiral Jordan, zgodovinar iz 6. stoletja. Za zasidranje plovil je bilo na razpolago 3 km pomolov. Razna skladišča, arzenali in ladjedelniški obrati so bili na razpolago vzdolž vse obale.
Okoli pristanišča so se razprostirale vojašnice in začasna taborišča, nato trgovine in administrativna telesa. Samo naselje se je razvilo že v tretjem stoletju in je bilo kmalu obdano s polkrožnim obzidjem. Vendar sta kaj kmalu tako Ravena kot Classis začela propadati zaradi krize 3. stoletja. Pristanišče ni bilo več vzdrževano; subsidenca je onesposobila več pomolov in obalnih infrastruktur, zato je bil sedež rimske vojne mornarice v četrtem stoletju prestavljen v novo prestolnico – Bizanc.

## Flota
Rimljanska vojna mornarica je bila sestavljena iz dveh glavnih flot in več manjših. Glavni sta bili Misenska (Classis Misenensis) pri Neaplju, ki je nadzorovala zahodno Sredozemlje, in Ravenska (Classis Ravennatis) pri Raveni, ki je bila zadolžena za vzhodnega. S propadanjem zahodnega dela Rimskega cesarstva je tudi Misenska flota prenehala obstajati, medtem ko je Bizantinsko cesarstvo aktivno podpiralo Ravensko floto, ki je tako v četrtem stoletju skušala patruljirati celotno Sredozemlje. Floto so sestavljale triere, kvadrireme in liburne (lahka plovila). Te ladje so bile poimenovane po bogovih, boginjah in rekah. Natančno število plovil ni znano, po nekaterih podatkih naj bi do leta 69 imela flota pet tisoč ladij.  V vsaki od dveh večjih flot je bilo stalno nameščenih okoli 10.000 vojakov z družinami, saj je flota zaposlovala poleg vojaščine tudi ladjedelske mojstre (izdelovalce sekir, tesarje, serviserje), mornarje (veslače, pilote, dajalce ritma za veslače), ekonome (preskrbovalce hrane in potrebščin, kuharje), zdravniško osebje, pisarje in orožarje.

## Prenova pristanišča in njegov propad
Civitas Classis je bila ne samo odročna, temveč predvsem potrebna stalnega vzdrževanja vsled pogrezanja, ki ga oddaljeni Bizanc ni mogel nuditi. Tako je bizantinski cesar Zenon spodbudil Teoderika, naj napade Italijo in ji vlada kot namestnik, kar se je tudi zgodilo. Teoderik je ustanovil svojo prestolnico v Raveni in skušal obnoviti poškodovano Civitas Classis. V cerkvi Sant'Apollinare Nuovo v Raveni je ohranjen večji mozaik, ki prikazuje pristanišče v teh letih. Mesto Classis z amfiteatrom in baziliko je obzidano, vhod v pristanišče pa obdajata dva svetilnika. Ostanki svetilnikov niso bili nikoli najdeni. Mozaik je bil namerno poškodovan, ker je bila cerkev originalno rezervirana za arijansko bogoslužje, ki ga lokalno prebivalstvo ni sprejelo. Šele v šestem stoletju je bila cerkev posvečena za katoliški obred.
Pomemben del pristanišča je bilo njegovo žitno skladišče, zato je bilo popravljeno in obnovljeno v teku petega stoletja, vendar to ni bilo več vojaško pristanišče, temveč le blagovno. Naselje se je povečalo in postopoma raslo, tako je v kratkem Civitas Classis pridobila status mesta. Za časa vladanja Teoderika (493-526) je bila glavni baziliki prizidana krstilnica in dograjena je bila tudi druga manjša bazilika s samostanom. Danes so od obeh vidni le arheološki ostanki.
Kmalu so začeli prodirati na Apeninski polotok Langobardi, ki se jim je najuspešneje zoperstavljal Ravenski eksarhat, obširna bizantinska posest na polotoku. Da bi zavzeli Raveno, so Langobardi večkrat napadli najprej Civitas Classis. Že pri prvem napadu (okoli leta 580) so uničili mestno obzidje in zasedli mesto; pregnali so jih Bizantinci leta 585. Drugič je zavzel mesto Faroald II. iz Spoleta, a ga je na zahtevo eksarha povrnil Bizantincem (712-713). Še tretjič so Langobardi zavzeli Classis, ko je Liutprand oblegal Raveno leta 717; tokrat je bilo pristanišče popolnoma opustošeno. Preostanek flote je bil premeščen v Bizanc in mornarica je zapustila Classis. Eksarh je bil zaradi ikonoklazma razrešen funkcije in leta 751 so ga Langobardi usmrtili. Obmejni kraji Vzhodnega rimskega cesarstva, predvsem italijanske obale, so bili prepuščeni svoji usodi. Ozemlje je prešlo pod Franke, ki so ga pozneje odstopili Papeški državi.
Ti napadi pa niso pregnali civilnih prebivalcev. Šele turški pirati, ki so leta 870 izropali mesto in se znesli predvsem nad baziliko Svetega Apolinarija, naj bi prepričali ljudi, da so zapustili domove in se zatekli v Raveno. Dokončno naj bi se prebivalci odselili približno med letoma 1000 do 1100 po hudih poplavah reke Pad, ki se je večkrat izlivala v morje kar preko mesta.

## Arheološko najdišče
Današnje naselje Classe je arheološko najdišče. Tla pod Raveno in Classejem se že stoletja pogrezajo zaradi subsidence, medtem ko pogoste poplave reke Pad prinašajo velike količine blata in materiala, ki istočasno višajo in širijo obalo. Vsako stoletje se obala potopi za približno 16–23 cm, vendar se kostantno premika proti  vzhodu, zato so izkopavanja nekdanjega pristanišča Civitas Classis že 9 km oddaljena od morja. Ko arheologi kopljejo, najdejo artefakte na različnih ravneh. Od 2–4 m je material iz Ostrogotskega kraljestva, od 3–6 m pod površjem je material iz cesarske vladavine in od 4–8 m material iz Rimske republike. Tako na primer ena od današnjih ulic mesta Ravena leži nad štirimi starejšimi ulicami, ki se vrstijo v globino v razdaljah 15 cm in katerih najnižja plast je osnova cesarjeve ulice, ki jo je dal izgraditi Avgust iz Civitas Classis preko Ravene proti severu.
16. julija 2015 je arheološko najdišče postalo muzej, ki je odprt za obiskovalce. Glavna mesta izkopavanja so: Podere Chiavichetta, San Severo, Podere Marabina, Podere Ponte Nuovo in San Probo. Velikega pomena je pokopališče, ki so ga odkrili v severnem delu Ravene in se razteza do bazilike svetega Apolinarija v Classisu. Tu so bili pokopani klasijariji, to je mornarji in vojaki rimske flote, ter njihove družine. Iz nagrobnih napisov in spomenikov, ki so nastali med prvim in tretjim stoletjem, je bilo razbranih veliko podatkov o starosti in poreklu pokopanih, pa tudi o njihovih činih in nalogah. Razvidno je, da so vsi klasijariji prihajali iz vzhodnega predela cesarstva, to je iz Ilirije, Grčije, Dalmacije, Panonije, Egipta in Sirije. Med drugim so bila ugotovljena tudi imena ladij, na katerih so službovali, kar je omogočilo boljše poznanje celotne vojne mornarice.